# Stachylidium extorre
Stachylidium extorre är en svampart som beskrevs av Sacc. 1877. Stachylidium extorre ingår i släktet Stachylidium, divisionen sporsäcksvampar och riket svampar.   Inga underarter finns listade i Catalogue of Life.